# Holoubkov
Holoubkov (en allemand : Holoubkau) est une commune du district de Rokycany, dans la région de Plzeň, en République tchèque. Sa population s'élevait à 1 447 habitants en 2024.

## Géographie
Holoubkov se trouve à 9 km au nord-est de Rokycany, à 24 km à l'est-nord-est de Plzeň et à 63 km au sud-ouest de Prague.
La commune est limitée par Těškov au nord, par Mýto à l'est, par Medový Újezd et Hůrky au sud, et par Svojkovice et Volduchy à l'ouest.

## Histoire
La première mention écrite du village date de 1379.

## Galerie

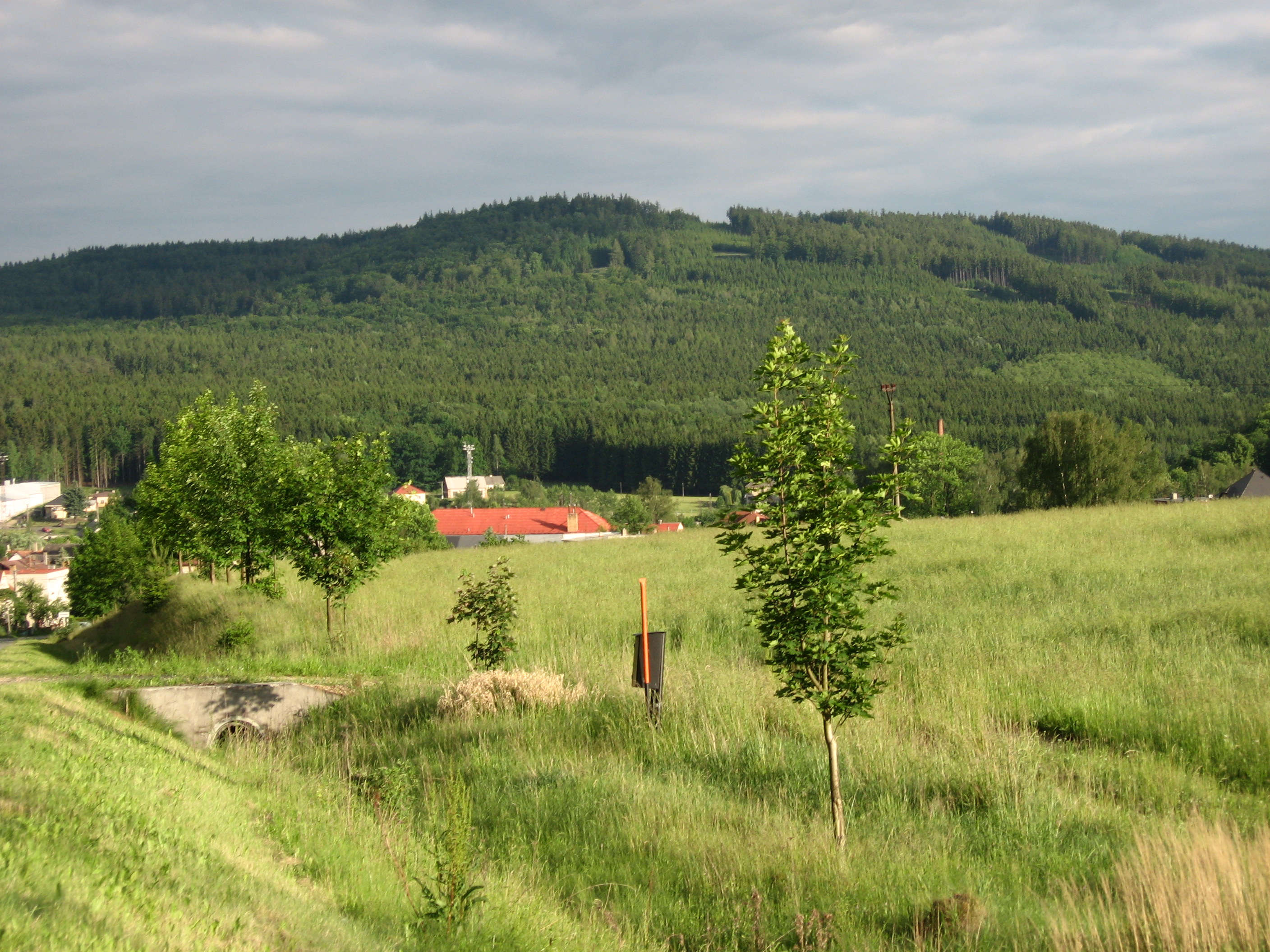
Holoubkov : colline Trhoň.
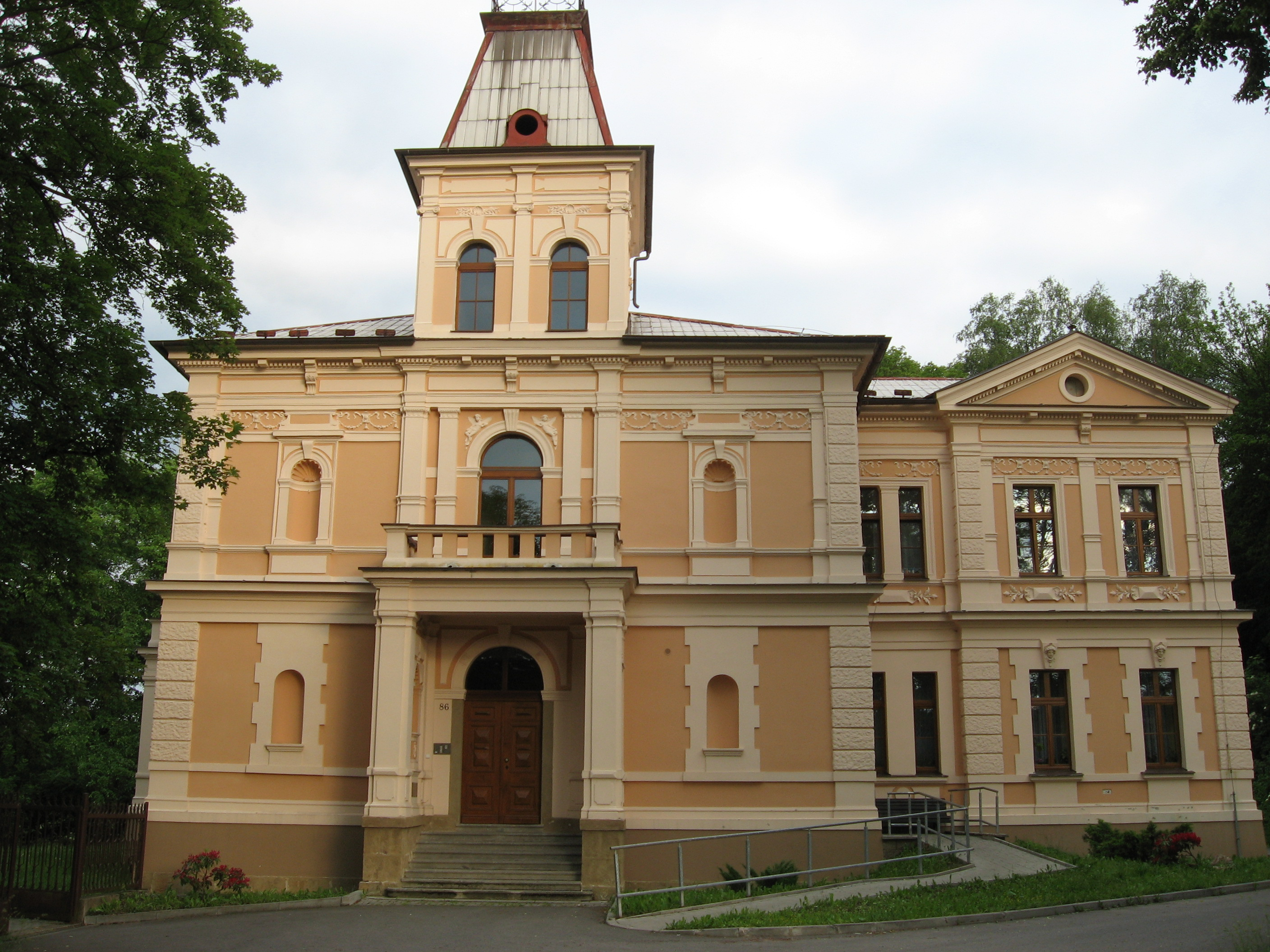
Villa Hophengartner.

## Transports
Par la route, Holoubkov trouve à 18 km de Rokycany, à 30 km de Plzeň et à 70 km de Prague. Le territoire de la commune est traversé par l'autoroute D5, qui relie Prague à l'Allemagne par Plzeň ; les accès se trouvent dans les communes voisines : Mýto en direction de Prague et Volduchy en direction de Plzeň.